# Canal de Kennedy
El Canal de Kennedy (danès: Kennedykanalen; francès: Passage Kennedy; anglès: Kennedy Channel) és un cos d'aigua de l'Àrtida, entre l'illa de Grenlàndia i l'illa més septentrional del Canadà, Ellesmere.
El nom li va ser donat per Elisha Kane cap al 1854 durant el seu segon viatge a l'Àrtida a la recerca de l'expedició perduda de Franklin. Tanmateix, no està del tot clar per a qui va nomenar Kennedy al canal. És possible que Kane tingués en compte al també explorador William Kennedy, a qui havia conegut uns quants anys abans, mentre ambdós estaven implicats en les primeres recerques de l'expedició de Franklin. Amb tot, la majoria dels historiadors creuen que va ser nomenat per John Pendleton Kennedy, el secretari de la Marina dels Estats Units entre 1852 i 1853, sota la direcció del qual va tenir lloc el segon viatge de l'Àrtida de Kane.

## Geografia
El Canal de Kennedy forma part de l'estret de Nares que uneix la conca de Kane amb la conca de Hall, entre els Caps Lawrence i Jackson i els Caps Baird i Morton. Té uns 130 quilòmetres de longitud, i entre 24 i 32 d'amplada i una mitjana de profunditats de l'aigua d'entre 180 i 340 metres.
Conté l'illa de Hans, reclamada tant pel Canadà com per Dinamarca, perquè es troba en un punt intermedi entre les dues costes, i sols per 1.000 metres és més a prop de la costa de Grenlàndia. El canal també conté dues illes més, l'illa de Franklin i de Crozier, que pertanyen a Grenlàndia. L'illa de Hannah es troba a la desembocadura del fiord de Bessel, al nord-est del Cap Bryan.